# NGC 2037
NGC 2037 este o galaxie situată în constelația Peștele de Aur. A fost descoperită în 1836 de către John Herschel.